# حادثه زنزای یا
حادثه زنزای یا (به ژاپنی: 角屋での暴挙 すみやでのぼうきょ)، این حمله‌ای به رونین‌ها توسط شینسنگومی بود که از نقشه بقایای حزب توسا کینو برای تصرف قلعه اوساکا آگاه شده بودند.
در ۳ فوریه ۱۸۶۵، رونین‌های قلمرو توسا که از قلمرو خود فرار کرده بودند، نمی‌دانستند چه کنند و در اوساکا پنهان شدند. بقایای حزب توسا کینو، از جمله اوتوری تیکیچی، تاناکا میتسواکی، اوهاشی شینزو، ایکدا اوسوکه و ایشیکورایا ماسائمون (هوندا کورانوسوکه)، که یک مغازه زنزای در مینامیکاواراماچی، اوساکا، اداره می‌کردند، نقشه‌ای برای آتش زدن شهر اوساکا و سوءاستفاده از این آشفتگی برای تصرف قلعه اوساکا کشیدند.
وقتی تانی مانتارو، فرمانده پادگان شینسنگومی در اوساکا، اطلاعات مشکوکی در مورد رونین‌های توسا از دوستش تانیگاوا تاتسویوشی دریافت کرد، برادرش سانجورو تانی، ماساکی نائوتارو و آبه جورو را برای حمله به مغازه زنزای فراخواند. او پس از وقوع حادثه، نیروی اصلی شینسنگومی در کیوتو را مطلع کرد.
آن چهار مرد به مغازه زنزایی حمله کردند، اما بیشتر اعضای گروه توسا کینو بیرون بودند و فقط ایشیکورایا و اوتوری آنجا بودند. مانتارو تانی به ایشیکورایا حمله کرد، اما او فرار کرد، بنابراین آن چهار مرد به اوتوری که در طبقه دوم بود حمله کردند و او را کشتند. وقتی دیگران از حمله مطلع شدند، فرار کردند. نیروی اصلی شینسنگومی نیز این را شنید و از کیوتو برای جستجوی اوساکا عازم شد، اما بقایای گروه توسا کینو به یاماتو و مناطق دیگر گریختند.